# Edward John Thye
Edward John Thye (26 avril 1896 -  28 août 1969) est un homme politique américain. Membre du Parti républicain , il est le 26e gouverneur du Minnesota de 1943 à 1947 et sénateur des États-Unis de 1947 à 1959.